# CONCACAF Champions' Cup 1996
La CONCACAF Champions' Cup 1996 è stata la 32ª edizione della massima competizione calcistica per club centronordamericana, la CONCACAF Champions' Cup.

## Nord/Centro America

### Gruppo 1
Primo turno
| Squadra 1          | Totale | Squadra 2          | Andata | Ritorno |
| ------------------ | ------ | ------------------ | ------ | ------- |
| LD Alajuelense     | 6 - 3  | Club Deportivo FAS | 4 - 2  | 2 - 1   |
| Arabe Unido        | 2 - 1  | Real Estelí        | 1 - 1  | 1 - 0   |
| Corozal Victory FC | 3 - 7  | C.D. Victoria      | 1 - 3  | 2 - 4   |

- Cruz Azul accede direttamente al secondo turno.

Secondo turno
| Squadra 1   | Totale | Squadra 2     | Andata | Ritorno |
| ----------- | ------ | ------------- | ------ | ------- |
| Árabe Unido | 1 - 3  | C.D. Victoria | 0 - 1  | 1 - 2   |

- Cruz Azul on Bye, to the third round.
- L.D. Alajuelense on Bye, to the third round.
- C.D. Victoria advance to the third round.

Terzo turno
| Squadra 1     | Totale | Squadra 2 | Andata | Ritorno |
| ------------- | ------ | --------- | ------ | ------- |
| C.D. Victoria | 1 - 2  | Cruz Azul | 1 - 0  | 0 - 2   |

Quarto turno
| Squadra 1        | Totale | Squadra 2 | Andata | Ritorno |
| ---------------- | ------ | --------- | ------ | ------- |
| L.D. Alajuelense | 2 - 5  | Cruz Azul | 0 - 2  | 2 - 3   |

### Gruppo 2
Primo turno
| Squadra 1          | Totale | Squadra 2    | Andata | Ritorno |
| ------------------ | ------ | ------------ | ------ | ------- |
| Deportivo Saprissa | 4 - 3  | C.D. Olimpia | 4 - 0  | 0 - 3   |

Secondo turno
| Squadra 1          | Totale | Squadra 2   | Andata | Ritorno |
| ------------------ | ------ | ----------- | ------ | ------- |
| Deportivo Saprissa | 3 - 4  | Club Necaxa | 2 - 2  | 1 - 2   |

### Gruppo 3
Primo turno
| Squadra 1          | Totale | Squadra 2        | Andata | Ritorno |
| ------------------ | ------ | ---------------- | ------ | ------- |
| CSD Comunicaciones | 6 - 0  | Cosmos           | 4 - 0  | 2 - 0   |
| C.S.D. Sacachispas | 5 - 3  | Juventus Managua | 3 - 1  | 2 - 2   |

Secondo turno
| Squadra 1          | Totale | Squadra 2          | Andata | Ritorno |
| ------------------ | ------ | ------------------ | ------ | ------- |
| CSD Comunicaciones | 5 - 1  | C.S.D. Sacachispas | 2 - 1  | 3 - 0   |

Terzo turno
| Squadra 1 | Totale | Squadra 2          | Andata | Ritorno |
| --------- | ------ | ------------------ | ------ | ------- |
| Juventus  | 1 - 8  | CSD Comunicaciones | 1 - 1  | 0 - 7   |

## Caraibi

### Primo turno
| Squadra 1    | Totale | Squadra 2                 | Andata | Ritorno |
| ------------ | ------ | ------------------------- | ------ | ------- |
| US Sinnamary | w/o*   | SV Prekesh                | 0 - 0  |         |
| SV Transvaal | w/o**  | Red Star (Pointe-à-Pitre) |        |         |

- US Sinnamary ritirato dopo andata*
- Red Star ritirato prima andata**

### Secondo turno
| Squadra 1    | Totale | Squadra 2  | Andata | Ritorno |
| ------------ | ------ | ---------- | ------ | ------- |
| SV Transvaal | 1 - 0  | SV Prekesh | 0 - 0  | 1 - 0   |

## USA/Caraibi Playoff
| Squadra 1        | Risultato | Squadra 2    |
| ---------------- | --------- | ------------ |
| Seattle Sounders | 10 - 0    | SV Transvaal |

## CONCACAF Girone finale
Città del Guatemala, Guatemala.
19 - 20 luglio 1997
Template:Fb cl header
Template:Fb cl2 team
Template:Fb cl2 team
Template:Fb cl2 team
Template:Fb cl2 team
|}
| Squadra 1                                           | Risultato | Squadra 2        |
| --------------------------------------------------- | --------- | ---------------- |
| Comunicaciones Nicolas Suazo 44’ Jose Fernandez 83’ | 2 - 0     | Seattle Sounders |

| Squadra 1               | Risultato | Squadra 2                       |
| ----------------------- | --------- | ------------------------------- |
| Necaxa Carlos Pavón 14’ | 1 - 1     | Cruz Azul Carlos Hermosillo 48’ |

| Squadra 1                                 | Risultato | Squadra 2                                                                |
| ----------------------------------------- | --------- | ------------------------------------------------------------------------ |
| Seattle Sounders Peter Hattrup 91’ (pen.) | 1 - 4     | Necaxa Sergio Almaguer 32’ Cuauhtémoc Blanco 47', 89’ Sergio Vásquez 75’ |

| Squadra 1                       | Risultato | Squadra 2                           |
| ------------------------------- | --------- | ----------------------------------- |
| Comunicaciones Milton Núñez 90’ | 1 - 2     | Cruz Azul Héctor Adomaitis 33', 37’ |

| Squadra 1                                            | Risultato | Squadra 2                                                                  |
| ---------------------------------------------------- | --------- | -------------------------------------------------------------------------- |
| Comunicaciones Julio Rodas 24', 48’ Miltón Núñez 32’ | 3 - 3     | Necaxa Pedro Pineda 47’ (pen) Carlos Pavón 60’ José Luis Montes de Oca 70’ |

| Squadra 1        | Risultato | Squadra 2 |
| ---------------- | --------- | --- |
| Seattle Sounders | 0 -11     | Cruz Azul Francisco Palencia 3’ Carlos Hermosillo 13', 32', 49’ Julio César Yegros 15', 53', 62’ Hector Adomaitis 34’ Benjamín Galindo 35’ Kieran Barton 72’ (OG) Francisco Ramírez 74’ (pen.) |

## Campione
| CONCACAF Champions' Cup 1996 Campioni |
| ------------------------------------- |
| Messico (bandiera)                    |
| Deportivo Cruz Azul Quarto titolo     |